# Botlek

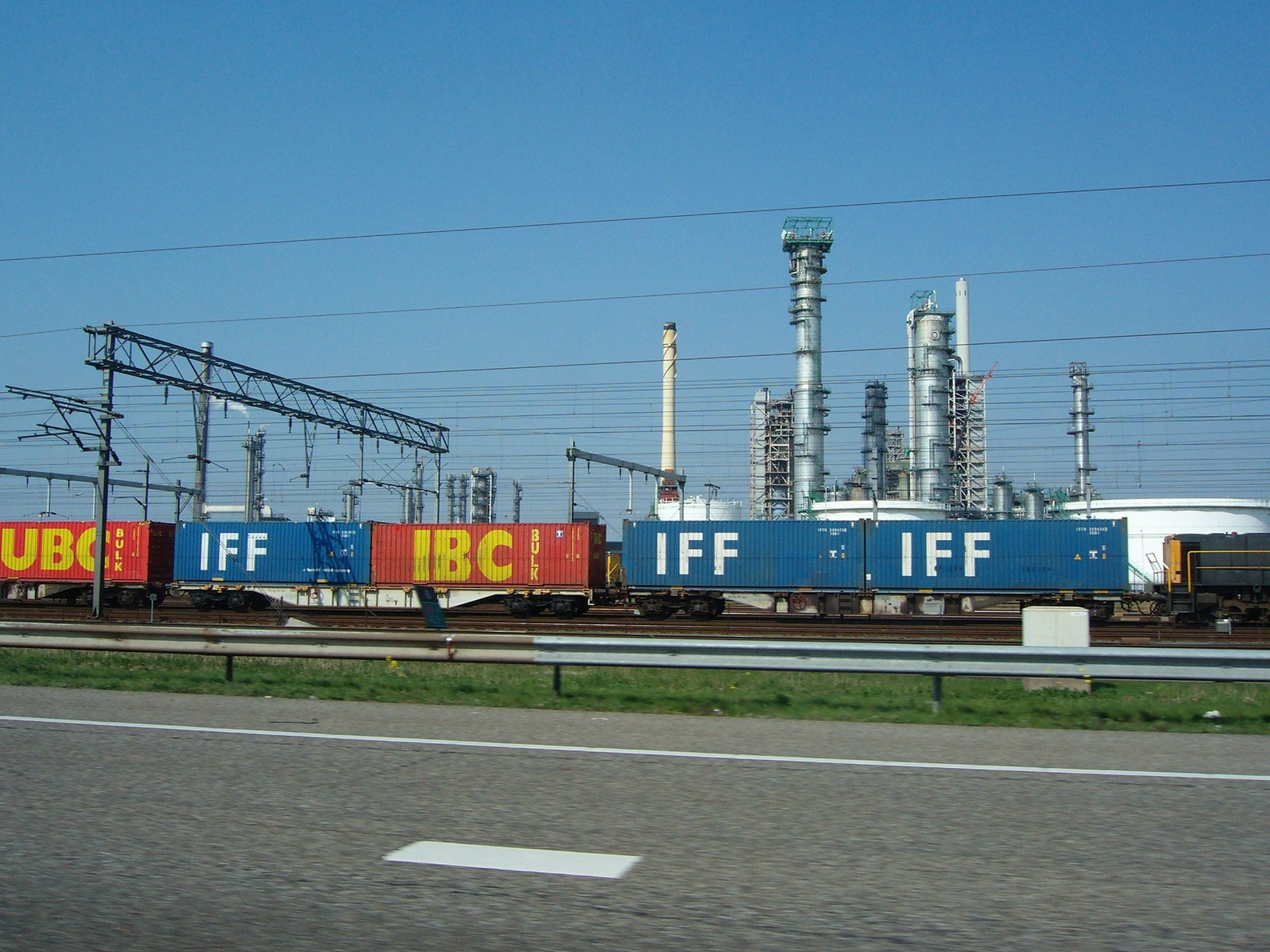
Het Botlekgebied met de Havenspoorlijn en op de achtergrond de raffinaderij van ExxonMobil

De Botlek is een haven- en industriegebied in Rotterdam, gelegen ten westen van de Oude Maas tussen het Scheur en de A15. Het noordwestelijk deel van het gebied ligt op het voormalige eiland Rozenburg; het zuidoostelijk gelegen deel ligt op wat vroeger de Welplaat was. In de Basisregistratie Adressen en Gebouwen (BAG) is Botlek een aparte woonplaats in de gemeente Rotterdam.

## Naam
Het gebied is genoemd naar de Botlek, een gedeelte van de Nieuwe Maas. De naam Botlek verwijst volgens het Woordenboek der Nederlandsche Taal naar een "lek" in het zeegat van de Maas waar veel "bot" gevangen werd; in het Aardrijkskundig Woordenboek van Van der Aa is "het Botlek" een "aanmerkelijk buitengors" aan de westzijde van het voormalige eiland de Welplaat. Aan deze gors dankt dit voormalige deel van de Nieuwe Maas zijn naamswijziging tussen 1850 en 1875. De oude waterloop is in ieder geval opgegaan in de centrale geul van het Botlekgebied en heet nog steeds Botlek.

## Aanleg
In 1947 werd het Botlekplan ingediend. Aan de andere kant van de Oude Maas zou een gebied van 750 hectare verhuurbaar terrein worden aangelegd. De gemeente verwachtte met dit nieuwe gebied voor 15 jaar in de vraag naar ruimte te kunnen voorzien. Door vertragingen in de bouw van de Botlekbrug die het gebied moest ontsluiten, kon pas na 29 juni 1955 met de feitelijke invulling van het gebied worden begonnen. De plannen zijn in de tussenliggende periode een aantal malen aangepast en bijgesteld. Een belangrijke reden daarvoor was dat tankers die de haven moesten kunnen aandoen, groter en groter werden; in de Tweede Wereldoorlog waren tankers van 16.000 ton normaal, inmiddels waren tankers van 30.000 ton in de vaart genomen, waarvan sommigen dachten dat het wel zo zou blijven en anderen vermoedden dat het toch wel 45.000 ton kon worden. Bij de feitelijke aanleg van het Botlekgebied hield men daarom toch maar al rekening met tankers van 65.000 ton en een diepgang van 12 meter. De Botlek is aangelegd tussen 1954 en 1960. Er kwamen enkele grote havens, de Derde Petroleumhaven en diverse havens aan de Botlek (de zij-arm van de Nieuwe Maas). Aan die havens werd industrie gevestigd.

## Ontsluiting
Voor de ontsluiting van het Botlekgebied zijn aangelegd:
- De Botlekbrug: een hefbrug van het Botlekgebied naar Hoogvliet. De eerst paal werd geslagen op 24-12-1952, dit werd gezien als de start van Botlekplan. De brug was gereed in 1955. In 1980 werd de ernaast gelegen Botlektunnel geopend.
- De Beneluxtunnel naar Vlaardingen en Schiedam. Deze werd geopend in 1967.
- De Hartelbrug naar het eiland Voorne-Putten. Hij werd opengesteld in 1968.

## Industrie
Het Botlekgebied kenmerkt zich vooral door petrochemische industrie en tankopslagbedrijven, en de opslag van droge bulkgoederen. Het eerste bedrijf dat zich er vestigde was Dow Chemical in 1956, in 1957 gevolgd door de scheepswerf van Cornelis Verolme. In 1960 was alle beschikbare grond uitgegeven. De vestiging van Dow werd enige jaren geleden overgenomen door LBC, en de voormalige scheepswerf van Verolme wordt tegenwoordig voor het grootste deel gebruikt als reparatiewerf, en dan met name voor de offshore-industrie.

## Blankenburg
Het gebied rond de Brittanniëhaven en de Seinehaven op het eiland Rozenburg, aan de andere kant van de A15, wordt door sommigen beschouwd als tot het Botlekgebied behorend. Ook daar bevinden zich chemiebedrijven, maar eveneens overslagbedrijven voor auto's. Dit gebied, waar vroeger het dorpje Blankenburg gelegen was, werd destijds echter aangelegd als Europoort Oost. Het is dan ook van een iets latere datum dan het Botlekgebied. De eerste bedrijven die daar in 1961 kwamen waren Wescon en een vestiging van ICI, die eind 20e eeuw door Huntsman overgenomen is.